# Traktat w Bredzie (1650)
Traktat w Bredzie (Traktat z Bredy) – podpisany 1 maja 1650 roku traktat pomiędzy przebywającym na wygnaniu w Bredzie królem Anglii Karolem II Stuartem i przedstawicielami szkockiego ugrupowania Covenanters w czasie wojen trzech królestw.
Początkowo Covenanters stanęli w wojnie domowej w Anglii po stronie Parlamentu i walczyli przeciw szkockim rojalistom, jednak zostali przez zwycięski Parlament odsunięci od władzy w 1647 roku i zmuszeni do rezygnacji ze swoich podstawowych celów, jakimi były ustanowienie prezbiterianizmu na wyspach brytyjskich. Pojawiły się także obawy o chęć inkorporacji Szkocji przez Anglię. Z tego powodu jedna z ich frakcji, Engagers, podpisała z Karolem I ugodę, jednak zostali rozbici przez wojska parlamentarne.
Po egzekucji Karola I w 1649 roku jedna z grup Covenantersów zawarła z przebywającym na wygnaniu synem Karola, Karolem II nową ugodę, która potwierdzała i gwarantowała spełnienie wszystkich roszczeń stronnictwa.